# Układ w Trenczynie

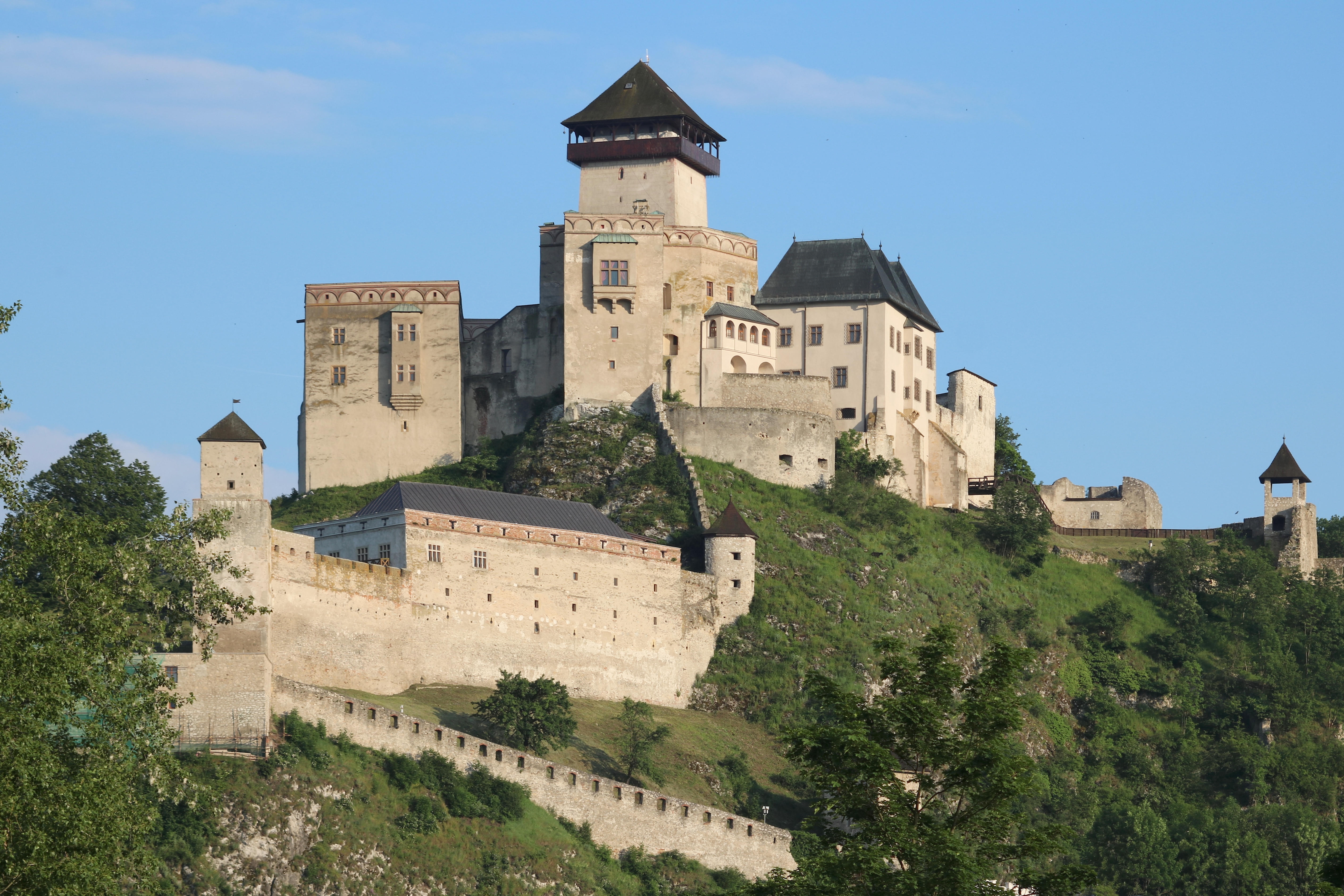
Zamek w Trenczynie

Układ trenczyński – układ do którego rokowania rozpoczęły się 24 sierpnia 1335 w Trenczynie na Słowacji i kontynuowane były 12 listopada 1335 w Wyszehradzie na Węgrzech. Zawarty został przez polskich pełnomocników króla Kazimierza Wielkiego, którymi byli: kasztelan Spytko z Melsztyna (którego należy utożsamiać ze Spycimirem (Spytkiem) Leliwitą), Zbigniew prepozyt krakowski, Piotr kasztelan sandomierski, Tomasz z Zajączkowa, Niemierza Mądrostka z królem Czech Janem Luksemburskim i jego synem Karolem w obecności króla Węgier Karola Roberta.
W układzie obie strony uzgodniły respektowanie zwierzchności Jana Luksemburskiego nad tymi księstwami śląskimi które złożyły hołd lenny, oraz do księstwa wrocławskiego i głogowskiego.
Lennikami Jana Luksemburskiego zostali:
- Bolesław legnicko-brzeski
- Henryk żagański,
- Konrad I oleśnicki,
- Jan ścinawski,
- Bolko II opolski,
- Bolesław II niemodliński,
- Albert strzelecki,
- Władysław kozielsko-bytomski,
- Wacław książę mazowiecki i pan płocki,
- Leszek raciborski,
- Jan I Scholastyk książę oświęcimski
- Władysław cieszyński[1]

W wyniku zawartego układu Jan Luksemburski zrezygnował z wszelkich tytułów prawnych wobec regnum Polonie, z zastrzeżeniem że nie dotyczy to imiennie poddanych jego lenników, czyli książąt śląskich, księcia płockiego oraz dwóch bezpośrednich księstw Wrocławia i Głogowa. Za to król Czech uzyskał kilka miesięcy później w Wyszehradzie obietnicę wypłacenia 20 tysięcy kop groszy praskich. Pełnomocnicy Kazimierza Wielkiego zobowiązali się, że król Polski nie będzie domagał się zwrotu wymienionych księstw śląskich (nie wymieniono w układzie księstwa jaworskiego, świdnickiego, ziębickiego oraz księstwa biskupiego nyskiego).
Król Kazimierz Wielki potwierdził układ w Trenczynie dopiero cztery lata później w dniu 9 lutego 1339 roku. Natomiast z początkiem lat 40. XIV wieku Kazimierz Wielki organizował – wbrew układowi – szereg wypraw wojennych na ziemie Górnego Śląska, co doprowadziło w latach 1345–1348 do wojny polsko-czeskiej, w której Polska nie odniosła większych sukcesów.
Należy jednak dodać, że istnieje pogląd, jakoby w trakcie negocjacji sprawa Śląska nie była wcale poruszana.